# Claire Vaye Watkins
Claire Vaye Watkins (Bishop (Californië), 9 april 1984) is een Amerikaans schrijver.

## Biografie
Claire Vaye Watkins werd geboren Californië, aan de rand van Death Valley, maar groeide op in Pahrump, in de woestijn van Nevada. Haar vader Paul Watkins was jarenlang de rechterhand van Charles Manson.
In 2012 debuteerde ze in de Verenigde Staten met haar verhalenbundel Battleborn, die een jaar later in Nederlandse vertaling werd uitgegeven. Ze geldt sindsdien als een van de grootste hedendaagse literaire talenten van de Verenigde Staten. Eerder verschenen verhalen van haar in Paris Review en in de New York Times. 
Watkins is tevens universitair docent aan de Bucknell Universiteit in Lewisburg, Pennsylvania, waar ze creatief schrijven doceert.